# زجاجة

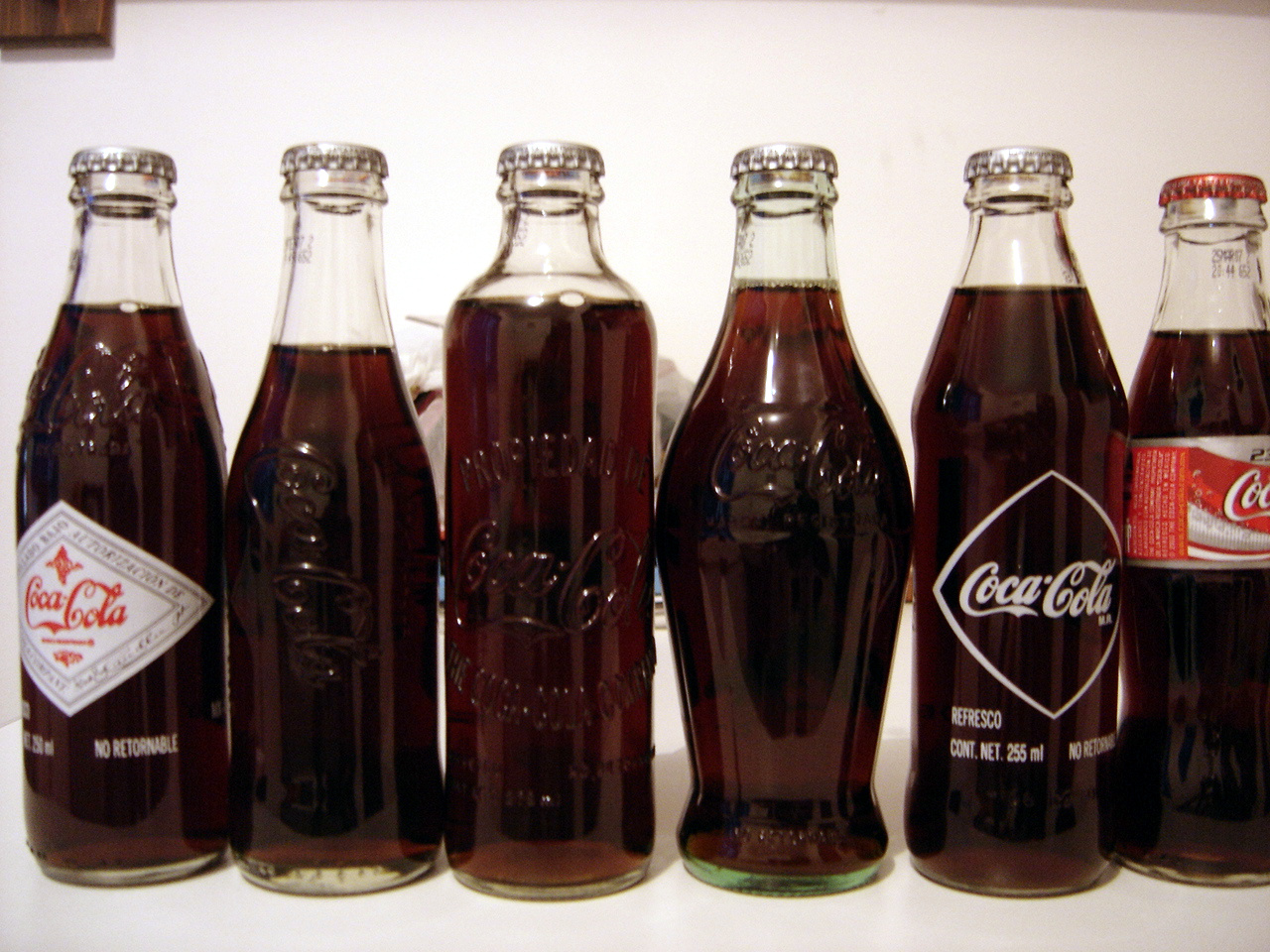
زجاجات كوكاكولا عتيقة مختلفة.

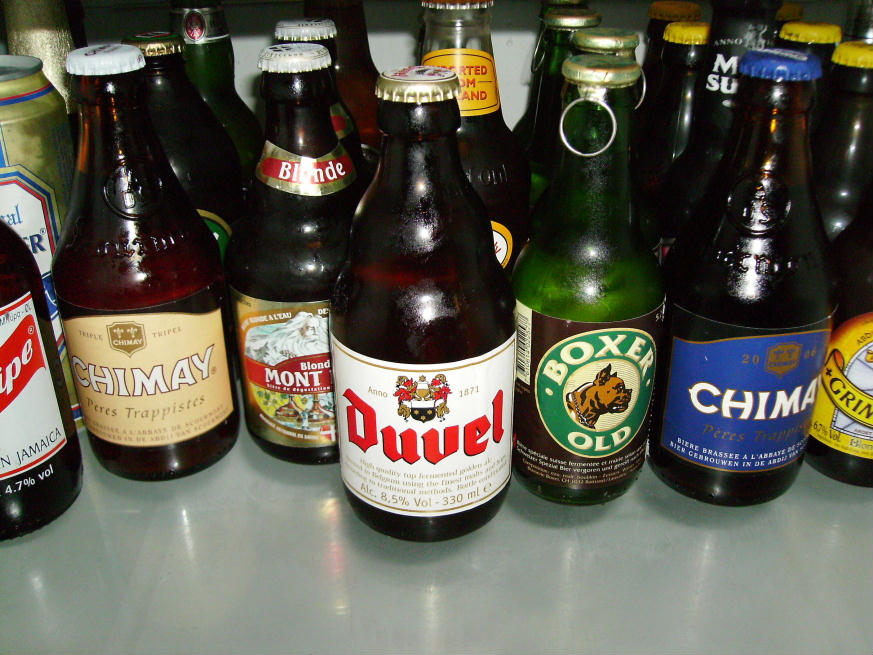
زجاجات بيرة مختلفة

الزجاجة أو القنينة الزجاجيّة هي قنينة مصنوعة من الزجاج. يمكن أن تختلف الزجاجات في الحجم إلى حد كبير، ولكنها توجد في الغالب بأحجام تتراوح بين حوالي 200 مليلتر و 1.5 لتر. تشمل الاستخدامات الشائعة للقناني الزجاجية بهارات الطعام، والصودا، والخمور، ومستحضرات التجميل، والتخليل، والمواد الحافظة. هذه الأنواع من الزجاجات نفعية وتخدم غرضًا في الصناعات التجارية.

## تاريخ

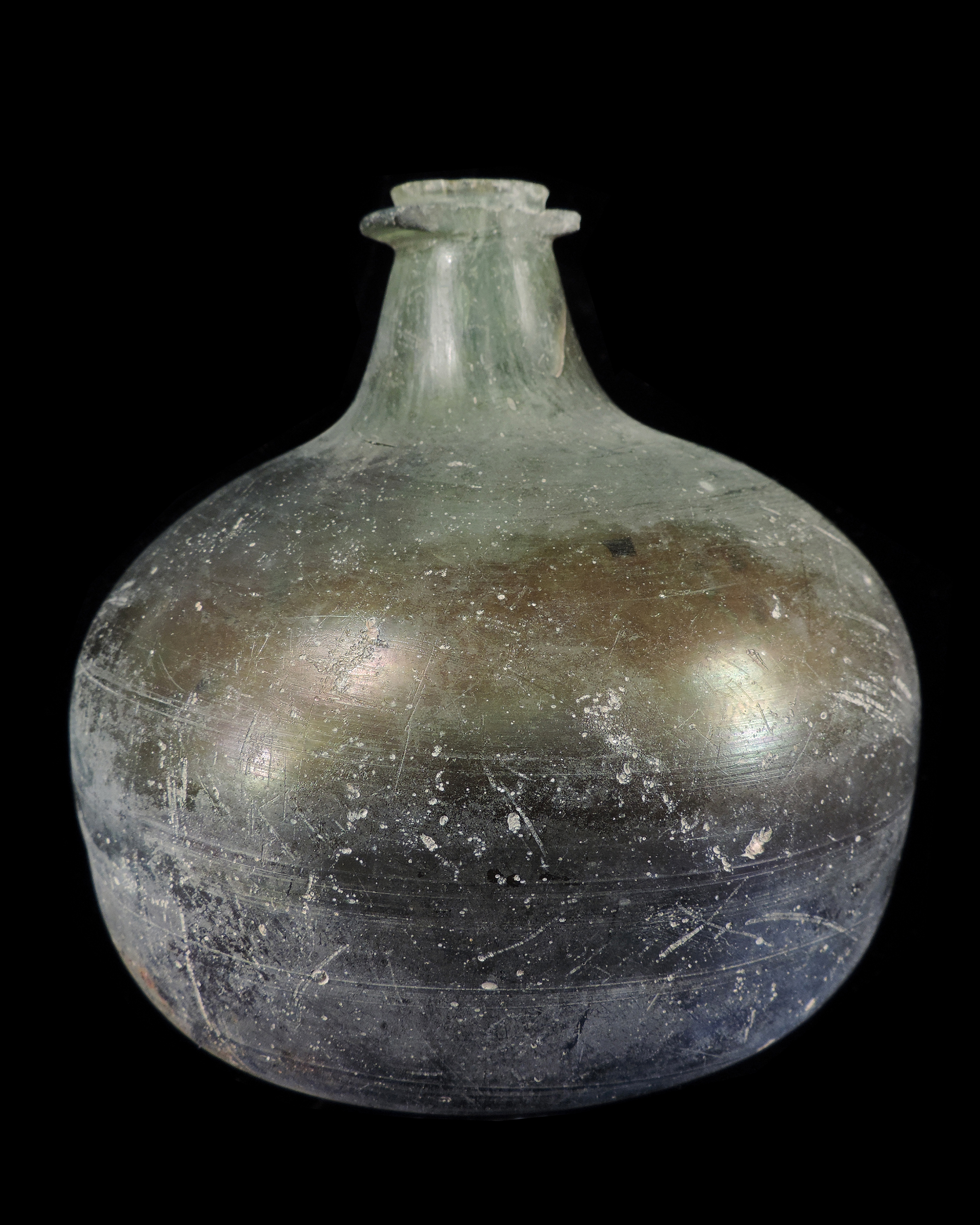
زجاجة نبيذ من العصور الوسطى يعود تاريخها إلى 1690-1700 ، وجدت في إنجلترا حوالي عام 2018

توجد الزجاجات والمرطبانات الزجاجية في العديد من المنازل حول العالم. تم إنتاج الزجاجات الأولى في جنوب شرق آسيا حوالي 100 قبل الميلاد وفي الإمبراطورية الرومانية حوالي 1 بعد الميلاد. ولدت صناعة الزجاجات والأواني الزجاجية في أمريكا في أوائل القرن السابع عشر، عندما بنى المستوطنون في جيمس تاون أول فرن لصهر الزجاج. أدى اختراع آلة نفخ الزجاجات الأوتوماتيكية في عام 1903 إلى تسهيل عملية صنع الزجاجات.

## صناعة
أقدم الزجاجات أو الأواني التي صنعها الإنسان القديم. تم صهر المكونات لصنع الزجاج ثم غمس أشكال الطين في السائل المصهور. عندما يبرد الزجاج، يتم كسر الصلصال من الداخل تاركًا الوعاء الزجاجي المجوف فقط. كان هذا الزجاج رقيقًا جدًا لأن النار لم تكن ساخنة مثل أفران العصر الحديث. تم اختراع أنبوب النفخ حوالي عام 1 قبل الميلاد، مما سمح بتجميع الزجاج المنصهر في نهاية أنبوب النفخ ونفخه في الطرف الآخر لإنشاء وعاء مجوف. في النهاية، تم إدخال استخدام القالب، تلاه اختراع آلة شبه أوتوماتيكية تسمى Press and Blow. في عام 1904 اخترع مايكل أوينز آلة الزجاجة الأوتوماتيكية.
بمجرد صنع الزجاجات، قد تعاني من ضغوط داخلية نتيجة التبريد غير المتكافئ أو السريع للغاية. يتم استخدام فرن التلدين، أو "lehr"، لتبريد الحاويات الزجاجية ببطء لمنع الإجهاد وجعل الزجاجة أقوى. عندما يتم إسقاط زجاجة مليئة بالسائل أو تعرضها لصدمة، قد يتسبب تأثير المطرقة المائية في إجهاد هيدروديناميكي، مما يؤدي إلى كسر الزجاجة.

## الصفات

### العلامات
الزجاجات الحديثة، عند تشكيلها، ستظهر علامات على الكعب (أسفل) الزجاجة. تخدم هذه العلامات مجموعة متنوعة من الأغراض، مثل تحديد الآلة المستخدمة في إنتاج الزجاجة (لأغراض مراقبة الجودة)، وإظهار الشركة المصنعة للزجاجة، ومقدار ملء الزجاجة، وتاريخ تصنيع الزجاجة، وكذلك بالإضافة إلى معلومات أخرى. يتكون النقش على الزجاجة من حروف بارزة وأرقام أو تصميمات تهدف إلى إبلاغ المشتري بطريقة ما بالمحتويات أو لإثبات ملكية الزجاجة.

### عمليات الإغلاق
تحتوي الزجاجات على مجموعة متنوعة من الأغطية وذلك لمنع تسرب المحتويات. تم إغلاق الزجاجات قديما بالشمع، ثم لاحقًا بسدادة من الفلين. الأكثر شيوعًا اليوم هي أغطية وسدادات اللولب.

## إعادة التدوير
إعادة تدوير الزجاج يستعيد نسبة عالية من المواد الخام.

## أمثلة
تشمل الأشكال الشائعة في التجارة الحديثة:
- جولة بوسطن أو زجاجات وينشستر - أسطوانة ذات قمة وأسفل مستديرة بشكل كبير؛ زجاج سميك، عادة ما يكون شفافًا أو أزرق أو كهرمانيًا. شائع في التطبيقات الطبية والعلمية.
- الزجاجات طويلة العنق أو الدوامة - أسطوانة طويلة ذات رقبة بارزة، ويستخدم الكثير منها كزجاجات بيرة
- زجاجة نبيذ - شكل قياسي للغاية، معظمها أسطواني ولكنها تضيق تدريجيًا في الرقبة
- زجاجات التوابل
- زجاجات الخمور
- زجاجات زيت الزيتون - طويلة ورفيعة نسبيًا مع رقبة بارزة. قوارير ماراسكا عبارة عن زجاجات مستطيلة الشكل من الأسفل ومستديرة من الأعلى؛ زجاجات دوريكا اسطوانات.

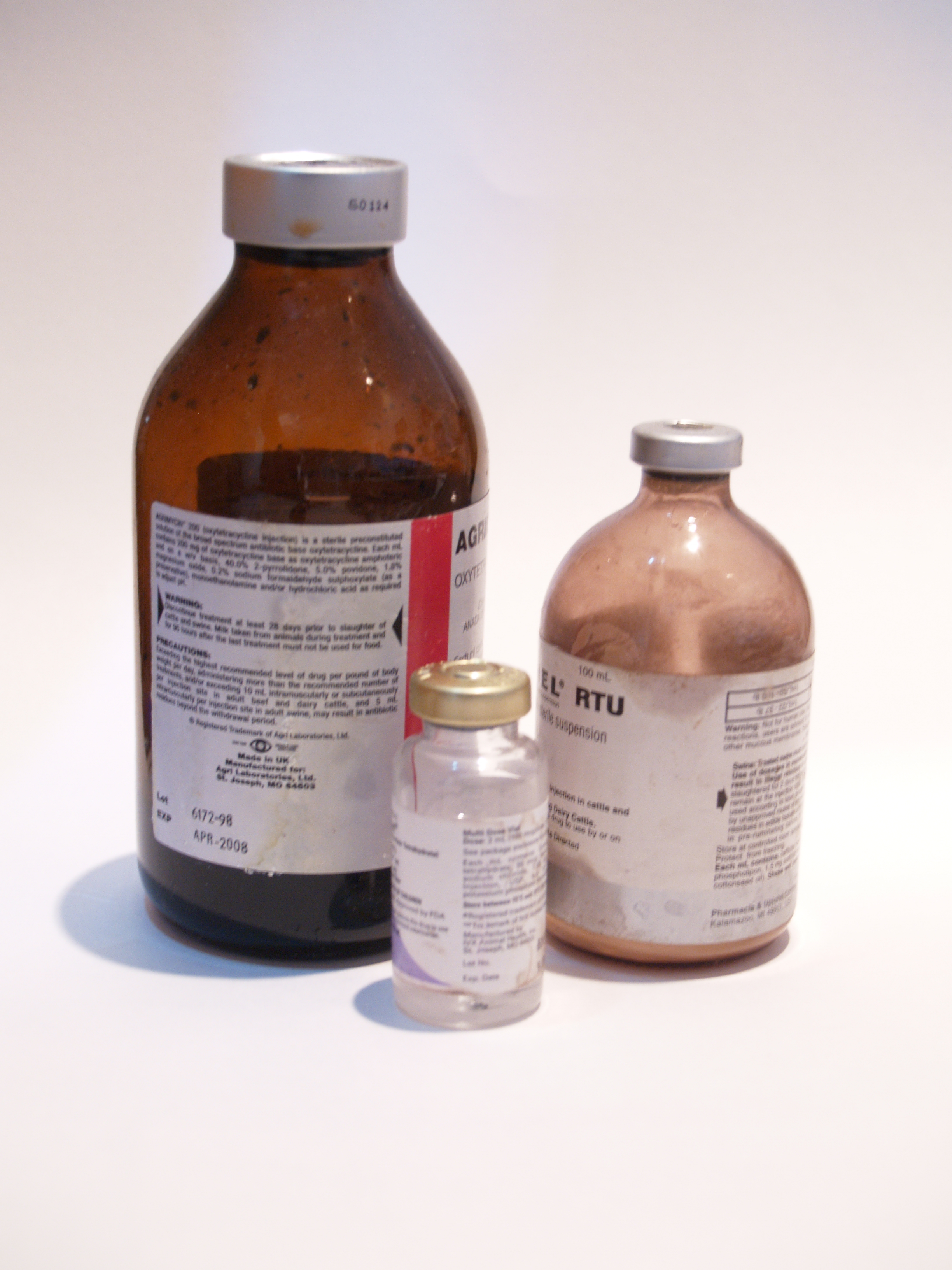
المستلزمات الصيدلانية
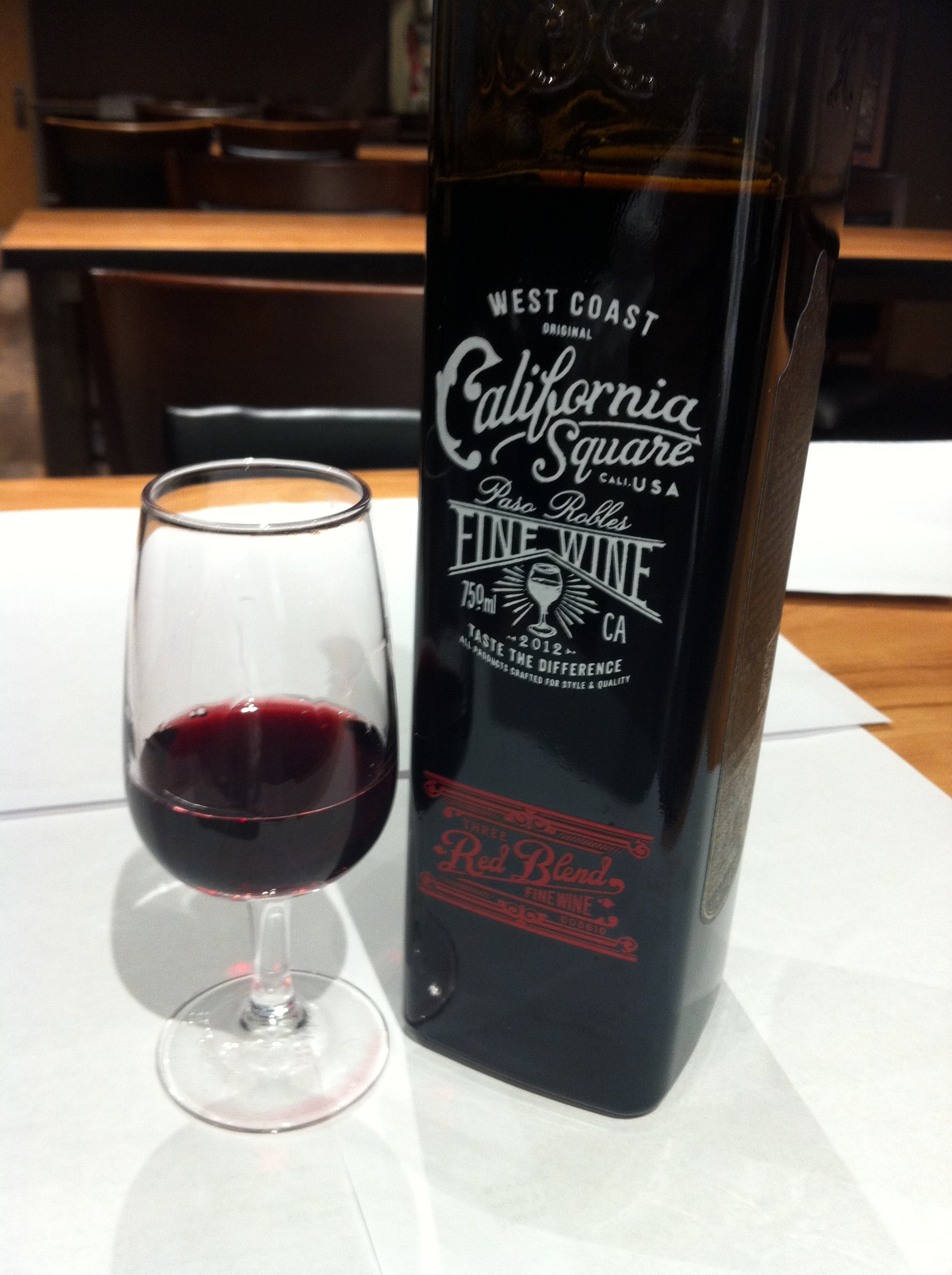
زجاجة نبيذ مربعة
مجموعة متنوعة من زجاجات البيرة
عبوات زجاجية قابلة للإرجاع نصف لتر وجالون أمريكي
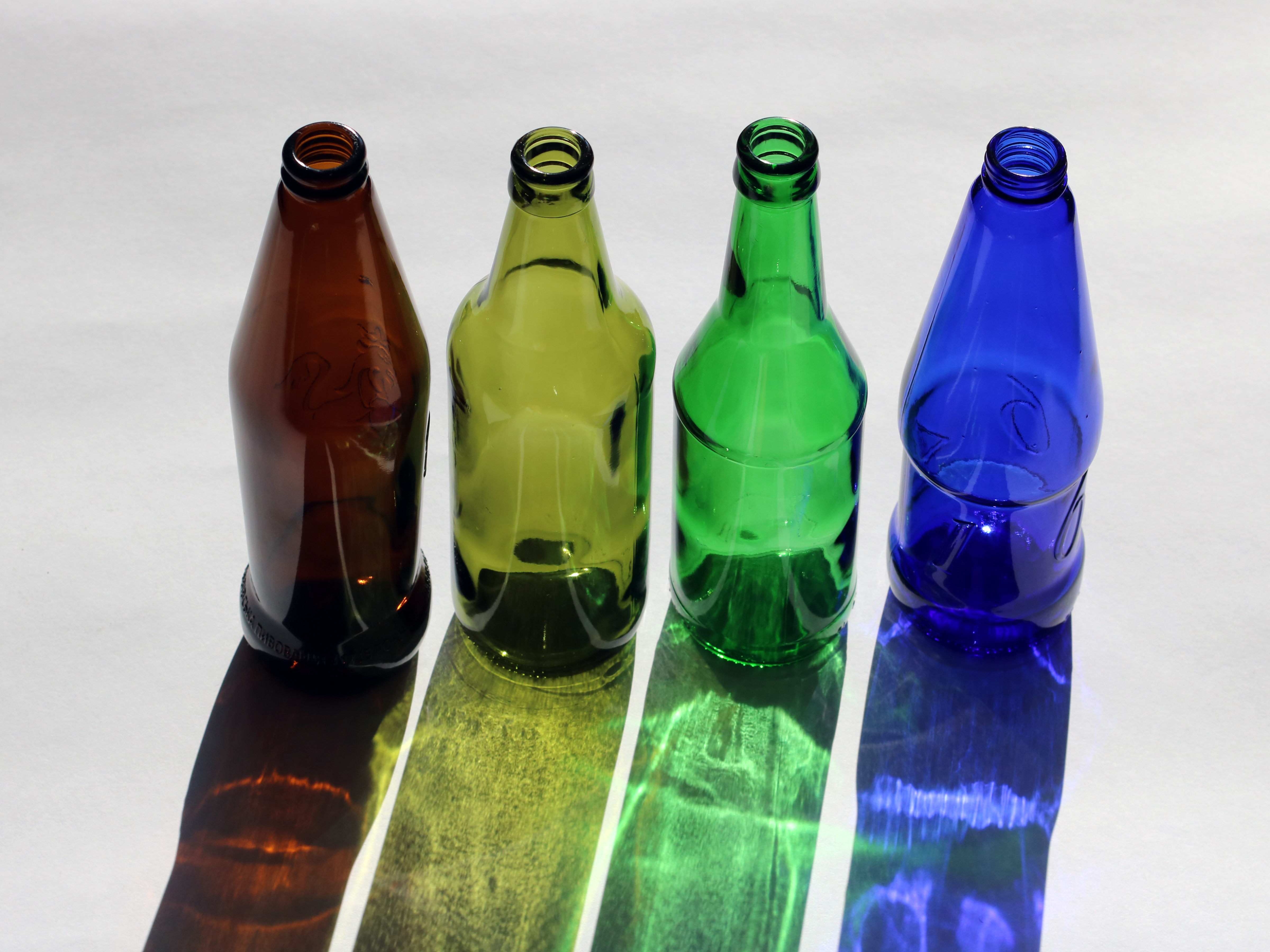
الألوان
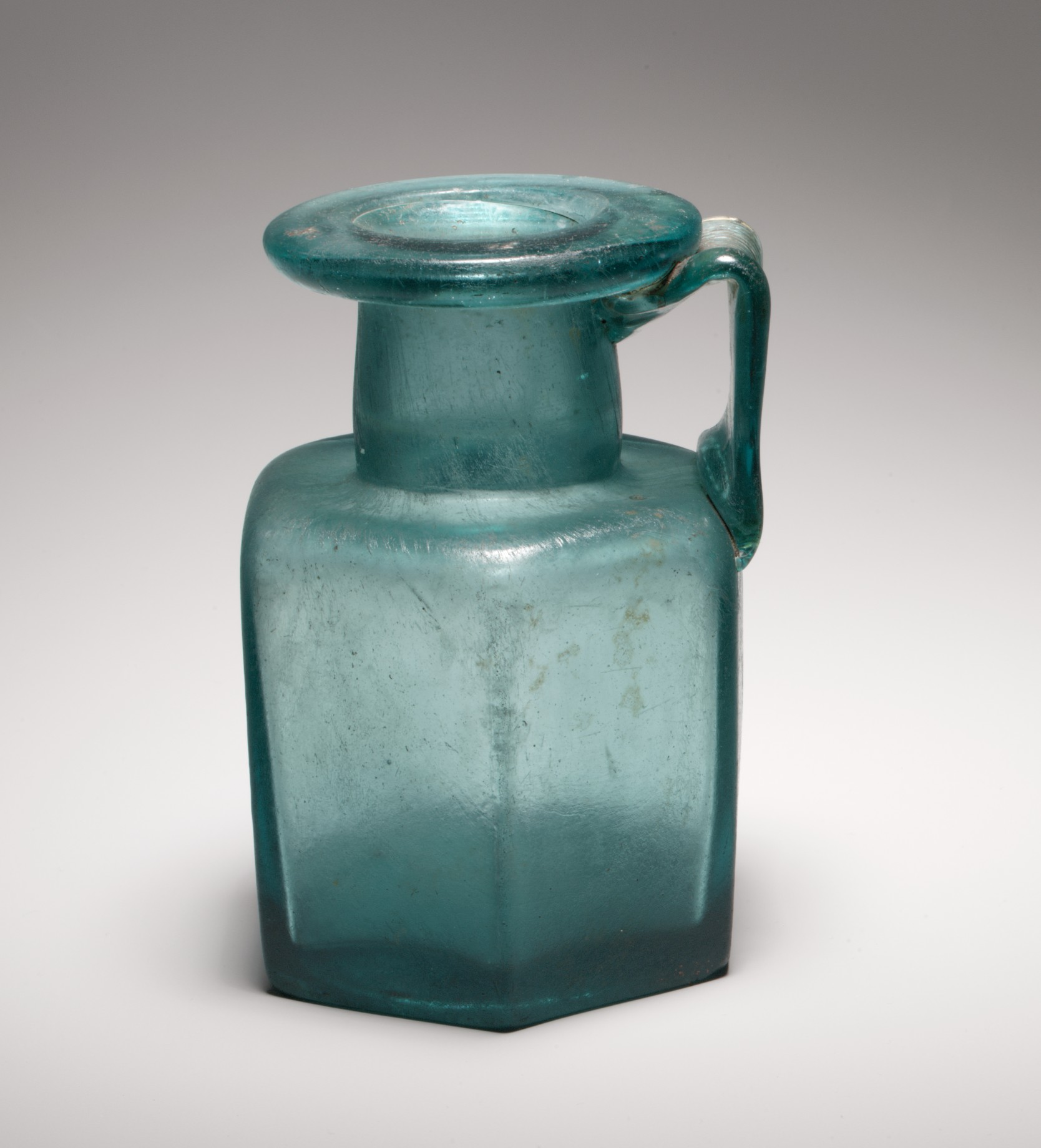
زجاجة رومانية سداسية
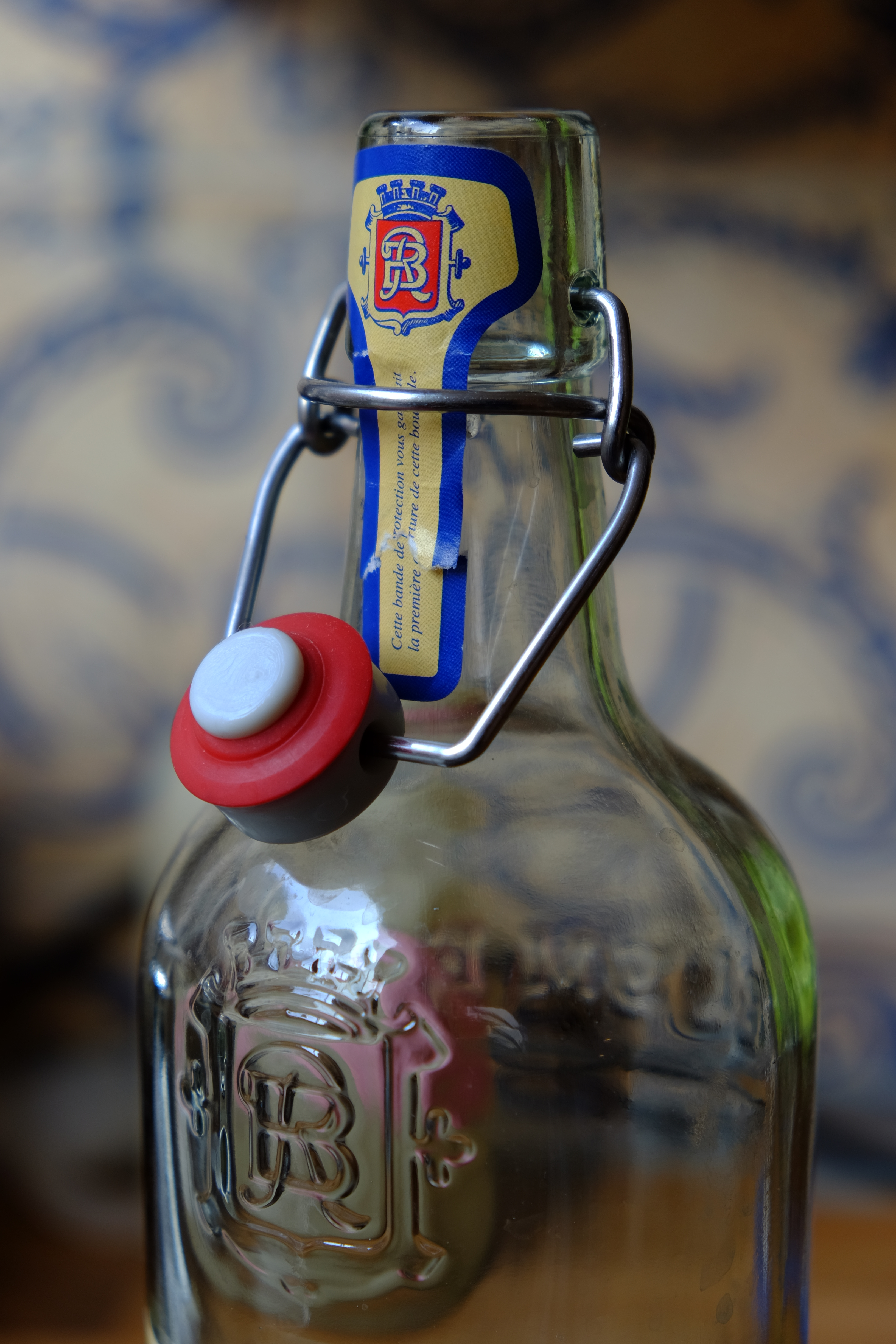
الوجه العلوي  [لغات أخرى]‏ أو إغلاق الكفالة
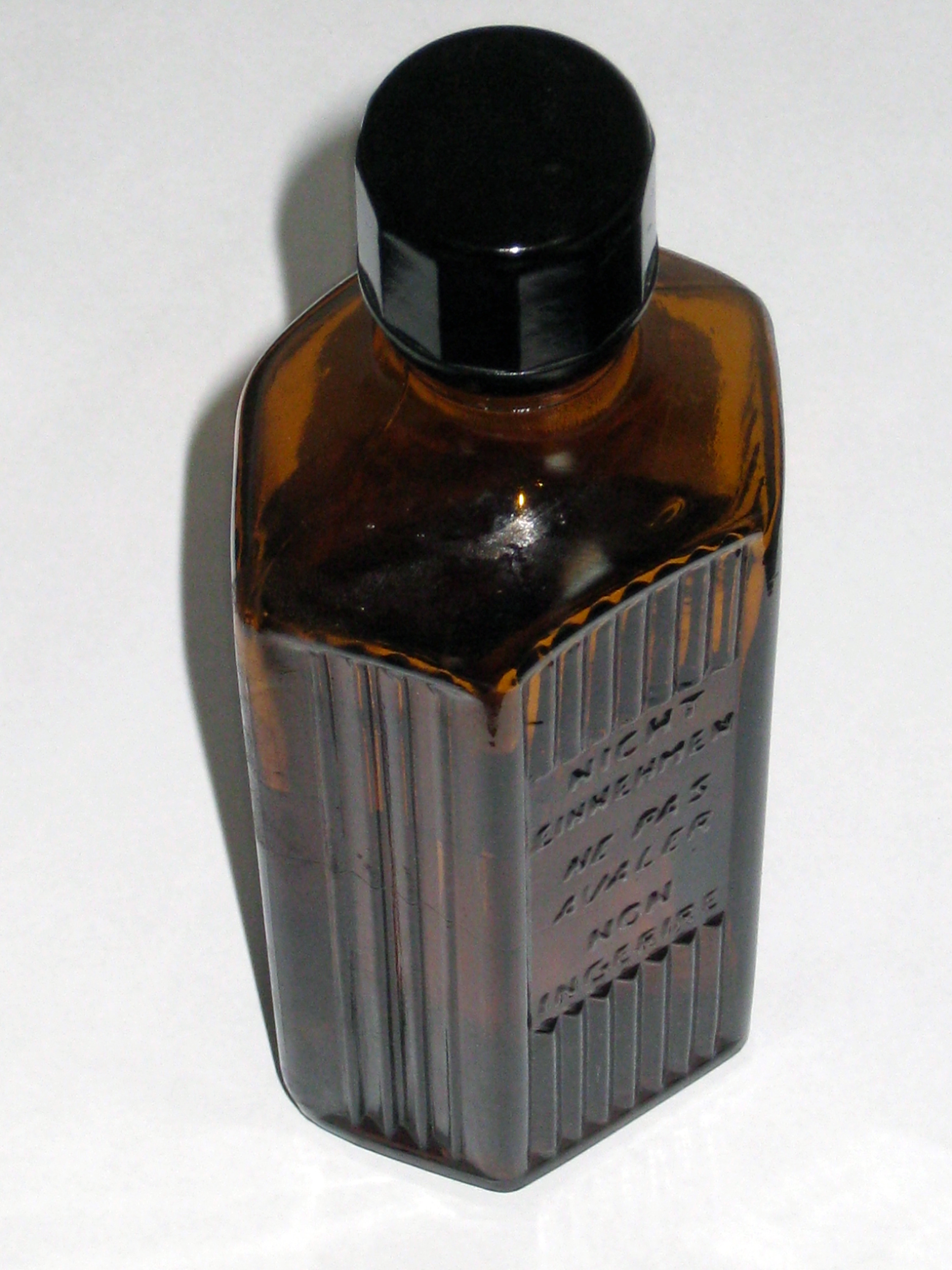
زجاجة دوائية
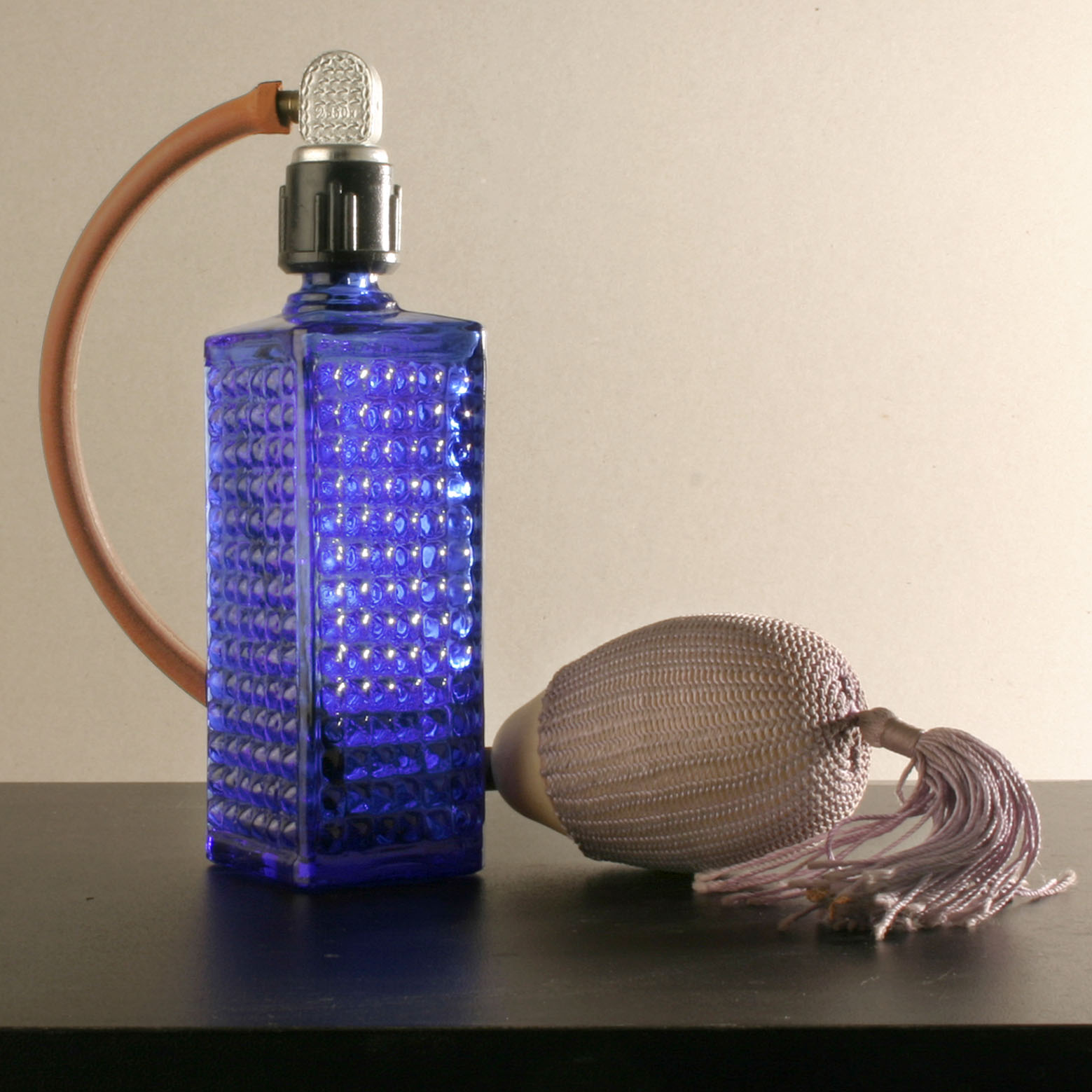
زجاجة رذاذ  [لغات أخرى]‏ زجاجية
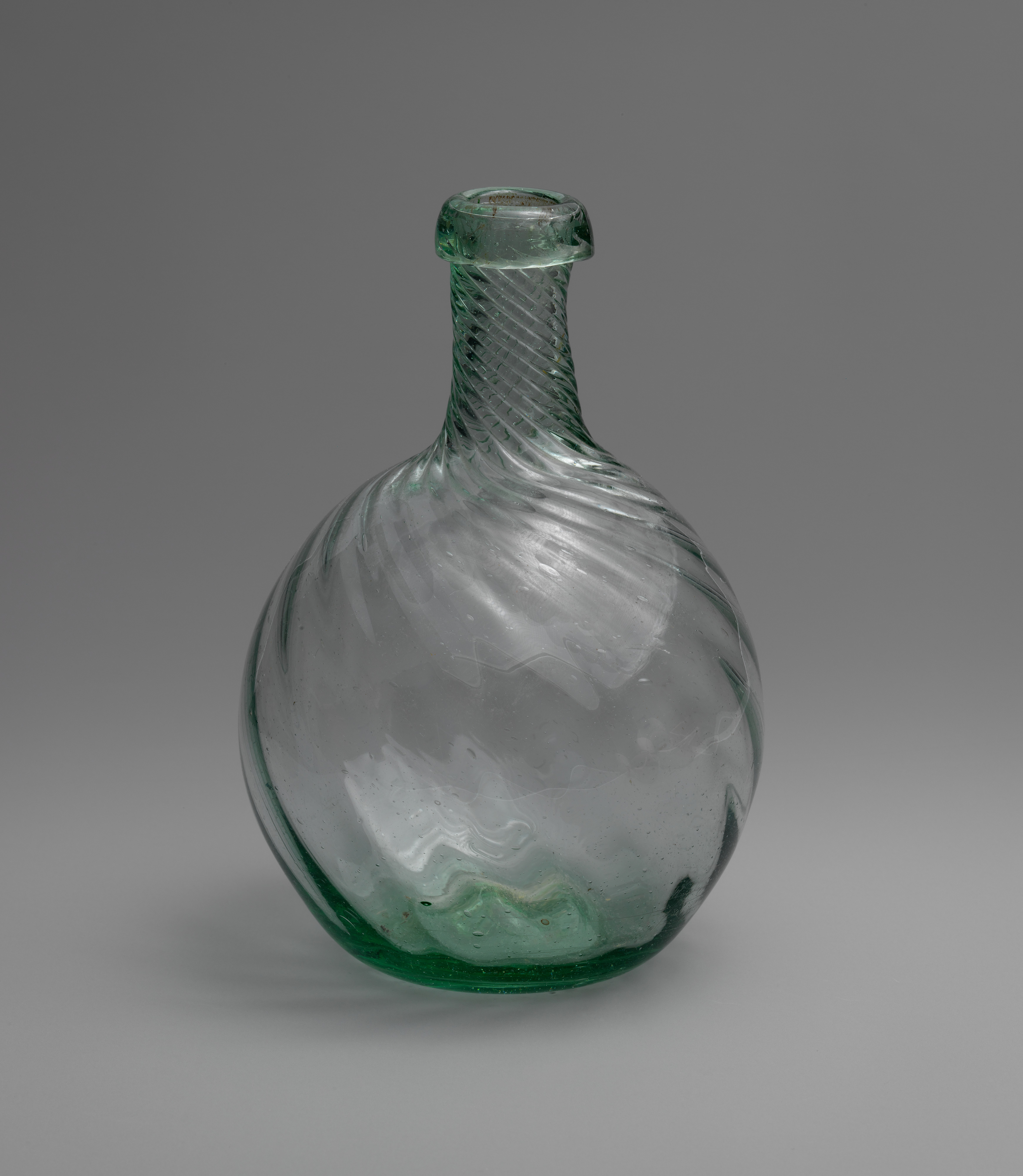
زجاجة من القرن التاسع عشر على شكل كالاباش